# Галин (певец)
Галин Петров Гочев, по-известен само като Галин, е български попфолк певец, автор на песни и музикален продуцент.

## Биография

### Ранни години
Галин Гочев е роден на 12 март 1991 г. в Добрич. Завършва средно училище с профил „Ударни инструменти“.

### 2011 – 12: Начало: Дебют в Пайнер
През 2011 г. Галин започва работа за водещият попфолк издател „Пайнер“ и записва две песни – през юни дуета с вече популярната певица Гергана „Първичен инстинкт“ и в края на ноември първата си солова песен „Да владееш мъж“. На 20 ноември Галин и Гергана изпълняват „Първичен инстинкт“ на сборния концерт „10 години телевизия „Планета“ в Зала № 1 на Националния дворец на културата (НДК) в София.
В началото на 2012 година Галин е сред седмината номинирани за „Откритие на годината“ от списание „Нов фолк“, но наградата получава Ани Хоанг. По същото време е номиниран и за „Дебют на 2011“ в Годишните Музикални Награди на ТВ Планета, вътрешна награда на „Пайнер“, която също е спечелена от Ани Хоанг. На същите награди е номиниран с Гергана за наградата за „Дует на годината“ за „Първичен инстинкт“, която получават Андреа и Борис Дали за „Едно“. През 2012 година Галин записва още три песни – в самото начало на годината „Стреляй“ с музика на Мартин Биолчев, след това композира сам музиката за „Случи се“ през лятото, а през есента издава „Вкусът остава“, втори дует с Гергана, също по негова музика. С дуетната песен двамата отново участват в годишния концерт на телевизия „Планета“, собственост на „Пайнер“, в НДК. „Вкусът остава“ получава и номинация за „Дуетна песен на 2012“ на Годишните музикални награди на телевизия „Планета“, но губи от „Не исках да те нараня“ на Анелия и Илиян.

### 2013 – 14: Първи успехи
През 2013 година Галин издава три песни – „Няма да боли“ на 15 април, „Момче без сърце“ през есента и „Колко много“ в края на годината, дует с наскоро започналата работа за „Пайнер“ певица Кристиана. Галин изпълнява „Момче без сърце“ на концерта „12 години телевизия „Планета“.
На 12-ите Годишни музикални награди на телевизия „Планета“ през февруари 2014 година получава номинации в категориите „Певец“, „Най-прогресиращ изпълнител“ и „Артистично присъствие на изпълнител във видеоклип“ за „Момче без сърце“ и изпълнява микс от песните „Няма да боли“ и „Колко много“ с Кристиана. На 15 април 2014 година излиза парчето „Все напред“, в което Галин е съавтор на текста заедно със Станислава Василева. На 31 май излиза новата песен на Кристиана – „Диги дай, дай“, в която участва Галин. На 24 юни излиза дебютният албум на Теди Александрова – „Теди Александрова 2014“, където водещ е певецът. През летния сезон излиза песента „Между нас“, която е трио с Ани Хоанг и Кристиана, а Галин пише част от текста на песента. Във видеото участва актрисата Латинка Петрова. Певецът се изявява за първи път на Турне „Планета Лято 2014“ с песните „Момче без сърце“, „Все напред“ и „Между нас“. На 14 август излиза новата песен на Валя – „Все си ти“, в която участва Галин. На 5 септември излиза новата песен на певеца, със заглавие „Само за минута“, в която участва Камелия, а музиката и част от текста са дело на Галин. Песента бива представена в „Шоуто на Слави“ по bTV където Слави Трифонов изказва симпатиите си към Галин и му предлага трио с Цветелина Грахич и Лилия Стефанова. Галин изпълнява „Само за минута“ и „Все напред“ на концерта „13 години ТВ Планета“. В края на годината излиза песента „С мен да вървиш“, в който участва Джена.

### 2015 – 18: Затвърждаване на името
На 5 януари 2015 г. излиза новата песен на Гергана – „Твоите думи“, в която участва Галин. На 13-ите Годишни музикални награди на ТВ Планета Галин изпълнява „С мен да вървиш“ заедно с Джена. Галин е номиниран за наградите „Музикален идол“, „Певец“, „Най-прогресиращ изпълнител“, „Оригинално присъствие на клубната сцена“, „Песен“ и „Дискотечен хит“ за „С мене да вървиш“, „Дуетна песен“ и „Артистично присъствие присъствие във видеоклип“ за „Между нас“ и „Видеоклип“ за „Все напред“. Певецът печели наградите за „Най-прогресиращ изпълнител“ и „Оригинално присъствие на клубната сцена“. На 5 март певецът представя песента „Сменям ти адреса“. След 2 месеца излиза парчето „Роклята ти пада“, в което участва Яница. На 8 юни излиза новата песен на Крисия Д. – „Кажи ми да“, в която участва Галин, а музиката и част от аранжимента са дело на певеца. На 8 юли излиза новата песен на Борис Дали – „Барабанче“, в която участват Галин и Галена. През летния сезон излиза песента „Един на брой“ по музика на Галин. На 2 август в интернет изтича баладата „Единствена“, в която участва Радина. През есента излиза парчето „Парата, ако хвана“ по музика на певеца. Във видеото участва Крисия Д. Галин пише музиката и създава част от аранжимента на песента „Имам изненада“. Галин е сред изпълнителите, участващи в благотворителен концерт на „Пайнер“ в Русе. Галин участва и в концерта „14 години ТВ Планета“ с песните „С мен да вървиш“ и „Парата ако хвана“. На 2 декември излиза новата песен на Анелия – „Аз съм Дяволът“, в която участва Галин. В края на годината излиза песента „Коледа“, която е трио с Галена и Цветелина Янева.
На 26 януари 2016 г. певецът стартира годината с парчето „Нека да е тайно“ по негова композиция, идея и намеса в аранжимента, което е в дует с Деси Слава. По време на награждаването на 14-ите Годишни музикални награди на ТВ Планета Галин представи баладата „Ще остана“ по своя музика заедно с песните „Нека да е тайно“ и „Парата ако хвана“. Галин връчва наградата за „Най-прогресиращ изпълнител“ на Теди Александрова. Певецът е сред номинираните в категориите „Музикален идол“, „Певец“, „Оригинално присъствие на концертната сцена“, „Оригинално присъствие на клубната сцена“, „Песен“ и „Дискотечен хит“ за „Парата ако хвана“ и „Видеоклип“ за „Аз съм Дяволът“. Изпълнителят печели наградите „Музикален идол“ и „Дискотечен хит“. Галин представя първия си фолклорен проект с Ваня Вълкова и оркестър „Извор“. На 12 май певецът представя песента „Готина кола“ по негова музика и участие в аранжимента. Във видеото участва плеймейтката Мартина Юрукова. На 31 май Оркестър „Орфей“ отпразнува 35 година на сцена. Галин бе гост изпълнител. Този път той заложи на: „Неда ходи“. В разгара на лятото излиза сингълът „На Египет фараона“, в който участва Азис, а Галин е сред авторите на текста, музиката и аранжимента. Във видеото участва плеймейтката Мартина Юрукова. На 10 октомври излиза новата песен на Цветелина Янева – „Да те бях зарязала“, в която участва Галин. Музиката и аранжимента са изцяло направени от Галин. Месец по-късно излиза последният проект на Галин за годината, озаглавен „Царя на купона“, в който участва Преслава, а изпълнителят е сред създателите на музиката и аранжимента на песента. Изпълнителят участва в концерта „15 години ТВ Планета“ с песните „На Египет фараона“ и „Царя на купона“.
Към 13 януари 2017 г. в анкетата „Изборът на зрителите – 2016“, организирана от телевизия „Планета“ Галин получава най-много гласове в категорията „Певец на 2016“ (6501 гласа или 24.9% от гласувалите). По-късно Галин е изместен на второто място в същата категория (със 7951 гласа), а анкетата бива прекратена поради съмнение за манипулиране на вота. На 16 февруари 2017 г. излиза новата песен на Яница – „Няма да ме купиш“, в която участва Галин. В началото на март премиера прави дуетът на Галин и Емануела – "5, 6, 7, 8" по музика на певеца. Песента се превръща в най-гледаният дует за 2017 г. в Youtube канала на телевизия Планета. През май се появява песента „Мойта дама“, като Галин е сред авторския екип на проекта. През лятото на 2017-та Галин взима участие в песента на Кристиана "Big Star", а по-късно представя и „Нощта гърми“ с Лорена. В края на юли Галин е част от летен концерт на Планета Пайнер във Варна. През есента изпълнителят издава сингъла "#MeGusta" по своя музика и текст. Видеоклипът към песента е обявен за най-коментирания през 2017 г. в PlanetaOfficial. Песента е представена в ефира на NOVA по време на Vip Brother 2017 в изпълнение на Галин и Тото. Галин е с двата най-харесвани видеоклипа на 2017 г. в Youtube канала на телевизия Планета – "#MeGusta и "5, 6, 7, 8". Галин участва в концерта „16 години ТВ Планета“ с песните "#MeGusta" и „На Египет фараона“. Певецът е избран за „Фолк идол“ на 2017 г.
През пролетта на 2018-та излиза "Texas Place" в колаборация с Adnan Beats и Dessita по музика и текст на Галин. Песента е най-гледаният featuring за 2018 г. в PlanetaOfficial. Новият сингъл на Галин "112" се появява през лятото като част от текста и композицията дело на Галин. През септември изпълнителят участва в песента „Грехове“ на Малина. В края на 2018-та г. певецът представя „Как си, кажи“ по негова музика. Галин участва в концерта „17 години ТВ Планета“ с песните „Как си, кажи“ и "112" заедно с Dessita.

### От 2019 г. – Продуцент на изпълнители
През 2019-та г. Галин стартира своя музикален лейбъл “Alpha Music” с песента „Мусала“ и първата му певица – Dessita. В края на февруари излиза песента „Няма да ми мине“ в дует с новата изпълнителка в компанията му – Лидия. Галин е сред авторите на музиката и текста на дуета и автор на сценария към видеоклипа. Клипът прави рекордна гледаемост за първите 24 часа. Обявен е за най-гледания видеоклип и най-гледаният дует на 2019 г. в YouTube канала PlanetaOfficial. По време на лятото певецът представя съвместна песен с Азис, озаглавена „Мамиш“ като част от музика и текста са написани от Галин. Галин участва и в проекта на Диона – „Кинтите на тати“. Изпълнителят е сред авторите на музиката и текста към „Много луд“. През есента изпълнителят представя „Половинка“ и „Така ни се пада“ в дует с Преслава като Галин е сред авторите на композицията и текста към песента. Галин пише част от музиката към песните „Не ме наричай скъпа“ и „Излъжи ме“. Галин взима участие в концерта „Планета на 18“ с песните „Така ни се пада“ и „Няма да ми мине“ заедно с Лидия.
През първите месеци на 2020 г. Галин създава музиката към песните „Имаш да взимаш“, „Да мога да обичам“ и „Дилема“ в изпълнение на самия него. За лятото Галин представя два дуета – „Просто секс“ с Диона и „Куката“ с Теди Александрова и е сред авторите на песните „Поредната цигара“ „Щрак“ и „Такава“. През есента следва трио с новите открития в Alpha Music – Адам и Маджуна. На 11 ноември 2020 г. Галин участва в предаването „Вечерта на Ку-ку Бенд“ по 7/8 TV, а заедно с певците от компанията му изпълняват песните „Няма да ми мине“, „Така ни се пада“, „В джаза“ и други. В последните месеци на годината Галин представя дуета с Dessita – "S.O.S.", като самия той пише част от музиката и текста на песента. За края на 2020 г. Галин и изпълнителите от лейбъла му – Адам, Dessita, Лидия и Маджуна представят обща песен със заглавие „Недей ме вини“ в която Галин е един от авторите на композицията и текста.
В началото на 2021 г. излиза дуетът на Галин и Адам – „Нито ял, нито спал“ с участието на Данна в който Галин пише музиката и част от текста. Галин е сред създалите и на песните „Грешници“, „Момиче от лед“ „Твоите измами“ и „Земетръс“. През май месец премиера прави песента „Viva La Noche / Катакомба“ в изпълнение на Галин, като певецът е сред авторите на музиката. Изпълнителят участва във видеоклипа на Деси Слава – „Токсичен“. За лятото излиза дуетът „Vendetta” на Галин и новото попълнение в лейбъла му – Симона. Галин създава част от композицията на „Твоята жена“ и музиката към песента „Криминално“ на Ивета. През есента Галин пише част от музиката към песента „Пак“, която по-късно представя и в свое изпълнение. Галин участва в режисурата и сценария към двата видеоклипа. В края на годината певецът създава част от текста на "Agapi mou" и участва в проекта на Dessita – „Драконови нерви“, като част от музика и текста са написани от певеца. Галин е сред режисьорите и сценаристите на видеоклипа към песента. За финал на 2021 г. Галин представя сингъла „Да си ми ти“ като певецът е сред авторите на композицията и текста.
През 2022 г. Галин обявява, че вече не е част от Пайнер поради изтекъл 10-годишен договор (от 2011 до 2021 г.), но от фирмата продължават да бъдат негови медийни партньори с които има мениджърски договор. През януари Галин е един от сценаристите и режисьорите на видеоклипа към песента „Чисти сметки“. Първият проект който Галин представя през 2022 г. е в дует с Диона – „Бивши“ като певецът е сред авторите на текста към песента. Галин написва част от композицията и текста на „Навик“ и взима участие в сценария и режисурата към клипа. Галин пише част от текста на „Тежки нощи“. През пролетта следва „Срещата бърза“ с участието на Преслава като Галин е сред авторите на текста и музиката. През май премиера прави вторият дует на Галин и Симона – „Трезора“. За лятото Галин и изпълнителите от лейбъла му – Адам, Dessita, Лидия и Симона представят общата песен „Нашата“ с участието на румънския композитор Costi, а Галин е сред текстописците на песента и сценаристите и режисьорите към видеоклипа. Галин е един от създателите на аранжимента към „Алфа кукла“. През есента излиза дуетът на Галин и Емилия със заглавие „Алкохол“. Песента е представена в „Шоуто на Николаос Цитиридис“. Галин пише част от текста и музиката към „Когато те няма“. Последната песен на Галин за годината е „Едно си пожелавам“. В края на 2022 г. се включва с вокали в „Колелото се върти“
През януари 2023 г. Галин участва в дебютния проект на Мирела – „Добро момиче“ и е автор на музиката и част от текста. През февруари Галин създава композицията и част от текста към „Само теб“ и представя проектът „Трилогия“ включващ три дуетни песни, част от на които Галин е автор – „Затворени очи“ с Лидия, „Моето сърце“ с Ивайла и „За теб живея“ със Симона. През май певецът промотира сингъла „Обратно броене“. За лятото от Галин следва втори дует с Емилия – „Ела, хабиби“, както и втори дует с Адам – „Gucci ми приляга“. Галин пише част от текста и музиката на „От кеф да умирам“, а в „Нека забравя“ участва и в създаването на аранжимента. Галин подарява песен и видеоклип на Дебора Михайлова като той взима участие в текста и музиката на песента. През есента Галин издава „Нямаше нужда“ и „Монопол“ в дует с Константин. Галин пише част от текста на песента „Райски газ“ в изпълнение на Биляниш. За край на годината певецът представя песента „Така, така“.
През март 2024 г. Галин участва в композицията и аранжимента на песента „Лудница“. През април певецът създава част от музиката и текста на „Хапи ме“ и излиза вторият му дует с Dessita – „Dale baby / От любов“ като Галин участва в написването на текста. През май излиза „Мой си мерак“ по текст на Галин. През юни Галин написва част от текста и музиката към "Mi amor". През юли Галин създава част от текста и музиката към „Така съм, аз така си ти“. За лятото певецът представя дуета с Цветелина Янева – „Хавана“ и дуетната песен с Мирела, озаглавена „Капан“, като Галин е сред авторите на текстовете към песните. През есента певецът издава сингъла „В играта“ и пише част от музика и текста към „Пиянице“, както и сценария към видеоклипа на песента. Следващата песен на Галин е „На магия“ с участието на Диона по музика и участие в текста на певеца. През декември Галин пише музиката и текста на „Честито, скъпи“ и пуска третия си дует с Лидия – „Ти и аз“ с негово участие в текста. Изпълнителят е номиниран в категорията за „Поп фолк певец на 2024“ в Първите годишни музикални награди на радио „Веселина“.
В началото на 2025 г. Галин е сред авторите на песните „Бум лаке паре“ и „Май полудях“. На 12 март Галин обявява своя музикален албум „Чупи бариери“ и се показва с маска на лицето. Първата от новите песни в него е „Звъня ти, ало“ по музика на певеца. През април следва заглавната песен „Чупи бариери“ в която Галин пише част от музиката и текста, дуетът с Емилия – „Любов на кг“, както и „Къде си сега“ като изпълнителят е сред авторите на текста и музиката. През месец май излизат още песните: „Пак съм пиян“ в дует с Максим в който Галин създава част от музиката и текста, „Муза“ по музика на Галин и с негово участие в написването на текста, „Да са знай“ в колаборация с рапърите V:RGO и Emil TRF в която Галин е сред авторския екип на песента и последната осма песен от албума „Чупи бариери“ – „Сърцето в камък“. През юни Галин е сред авторите на песните „Катинара“ и „Да поживея“ и издава „Тази дискотека“ с Азис като участва в писането на текста към песента.

## В киното
През 2019 г. участва във филма „Бягай“ и в двата сезона на уеб сериала "Viral".

## Други дейности
В първите месеци на 2020 г. Галин влиза в ролята на звезден репортер в предаването „Папараци“.
През лятото на 2020 г. Галин е част от протест в София срещу повторното затваряне на дискотеките и нощните клубове в страната. Певецът коментира ситуацията с думите: „Четири месеца не работихме – това са 150 хиляди души, които стоят без работа. Пуснаха ни за 2 седмици, сега отново ни затвориха.“ Заедно с колегите му от бранша допълват, че „музиката не е вирус“. Ден след протеста заведенията отново отварят врати.
В края на 2020 г. Галин, Alpha Music и Megz стартират общ моден бранд с наименованието "I-AM" заедно с официален онлайн магазин.
През 2024 г. Галин участва в благотворителната инициатива „Споделена Коледа“ в помощ на възрастни хора.

## Концерти зад граница
Испания, Северна Македония, Белгия, Холандия, Великобритания, Австрия

## Дискография
- Чупи бариери – CD / USB (2025)[209][210]

## Награди

### Годишни награди на ТВ „Планета“
| Година | Получател          | Награда                                 |
| ------ | ------------------ | --------------------------------------- |
| 2014   | Галин              | Най-прогресиращ изпълнител              |
| 2014   | Галин              | Оригинално присъствие на клубната сцена |
| 2015   | „Парата ако хвана“ | Дискотечен хит на годината              |
| 2015   | Галин              | Музикален идол на годината              |

### Други награди
| Година | Получател          | Награда                                                      |
| ------ | ------------------ | ------------------------------------------------------------ |
| 2014   | Галин              | Прогрес на 2014 (Награди на фолк клуб Revue)                 |
| 2014   | Галин              | Певец на годината (Награди на Cotton club)                   |
| 2015   | Галин              | Най-проспериращ млад изпълнител (Награди на фолк клуб Revue) |
| 2015   | Галин              | Най-добър изпълнител (Live Music Awards)                     |
| 2015   | „Парата ако хвана“ | Най-добра песен (Live Music Awards)                          |
| 2018   | Галин              | Певец на годината (Награди на сайта folkplus.bg)             |
| 2019   | Галин              | Певец на годината (FolkPlus Illuzion Awards 2019)            |
| 2024   | Галин              | Секс-символ на годината (мъже)                               |